# Eleonora Daniele
Eleonora Daniele (Padova, 20 agosto 1976) è una giornalista e conduttrice televisiva italiana.

## Biografia
Ultima di quattro fratelli, trascorre l'infanzia a Saonara, dove i genitori gestiscono una salumeria.
Dopo aver conseguito la maturità classica, intraprende l'attività di attrice, partecipando a qualche spettacolo teatrale. Nella primavera del 2001 arriva la sua prima esperienza televisiva come figurante nel programma La sai l'ultima?, in onda su Canale 5. Nell'autunno dello stesso anno diventa nota presso il grande pubblico prendendo parte come concorrente alla seconda edizione del reality show Grande Fratello, dove viene eliminata nel corso della decima puntata con il 44% dei voti. Al momento della partecipazione al programma lavorava presso una banca.

### Carriera
Nel 2002 debutta come attrice televisiva con La squadra su Rai 3. Nel 2003 approda nella soap-opera partenopea Un posto al sole in onda sempre su Rai 3 dal lunedì al venerdì. Nello stesso anno conduce su LA7 il magazine La vetrina e lo speciale di Rai 2 L'Italia dei porti. Il 2004 è anche l'anno del cinema e del teatro: partecipa infatti al film dei fratelli Vanzina Le barzellette e recita in Rondone e Rondinella di Luigi Pirandello. E poi ancora fiction con Diritto di difesa (Rai 2) e Carabinieri 3 (Canale 5). Nell'estate 2004 ha preso parte al programma di Rai 2 Futura City, trasmissione sull'attualità e le nuove tecnologie. Nel settembre del 2004 debutta come conduttrice televisiva televisiva del programma Unomattina. Viene confermata nella conduzione del programma fino alla stagione televisiva 2010/2011.
Nell'autunno del 2005 ha posato insieme ad altre 12 showgirl (Janet De Nardis, Anna Safroncik, Denny Méndez, Antonella Mosetti, Miriana Trevisan, Benedicta Boccoli, Elisabetta Gregoraci, Giulia Montanarini, Roberta Faccani, Elena Barolo, Antonella Elia e Angelica Russo) per il calendario Women for Planet 2006, realizzato dal fotografo Enrico Ricciardi, in cui parte del ricavato è stato devoluto all'associazione ambientalista forPlanet (presieduta dalla presentatrice Tessa Gelisio) per la tutela delle foreste della Bolivia.. Nella seconda serata della vigilia di Natale dello stesso anno conduce assieme a Tosca D'Aquino e Francesco Salvi lo speciale dello Zecchino d'Oro La canzone del cuore. Il 25 giugno 2007 conduce con Massimo Giletti il concorso di Miss Italia nel mondo 2007. Il successivo 24 luglio conduce assieme a Franco Di Mare I nostri angeli, serata conclusiva della quarta edizione del Premio Luchetta. Il 4 agosto 2007, in seconda serata, è la conduttrice del Premio Louis Braille, evento che condurrà per sette edizioni fino al 2013. Nella stagione 2007-2008 è stata al fianco di Luca Giurato a Unomattina.
Il 26 luglio 2008 conduce su Rai 1 il numero zero di un nuovo programma dal titolo Ciak... si canta!, il 1º agosto ha presentato la finalissima del Festival di Castrocaro 2008. Da settembre 2008 conduce Unomattina al fianco di Michele Cucuzza per l'edizione 2008/2009. La coppia viene confermata anche per l'edizione successiva. Da gennaio 2009, in seguito ai buoni risultati auditel del numero zero nell'estate 2008, conduce in prima serata per sette puntate la prima stagione di Ciak... si canta!, affiancata da Nino Frassica. Il 20 agosto 2009 conduce in prima serata la puntata zero di Serata per giovani talenti. Viene inoltre confermata insieme a Michele Cucuzza alla conduzione della stagione 2010/2011 di Unomattina. Il 3 settembre 2011 conduce in prima serata su Rai 1 Talentfest, festival dei giovani talenti. Nella stagione televisiva 2011-2012 diventa la nuova conduttrice del programma domenicale Linea Verde insieme a Fabrizio Gatta ogni domenica dalle 12.20 su Rai 1.
Nel 2013 si laurea in Scienze della comunicazione alla LUMSA con lode e, dallo stesso anno, è iscritta all'Ordine dei giornalisti come praticante, ed è professionista dal gennaio 2016.. Da settembre 2013 conduce Storie vere, segmento di Unomattina in onda dal lunedì al venerdì su Rai 1. Rimane alla guida del programma anche nelle successive quattro stagioni televisive. Dall'esperienza nel programma, nel maggio del 2015 la conduttrice ha pubblicato il suo primo libro, intitolato Storie vere. Tra cronaca e romanzo, per il quale ha vinto la sezione "opera prima" del Premio Capalbio 2015. Per la stessa rete ha condotto il programma pomeridiano estivo Estate in diretta, nel 2014 assieme a Federico Quaranta e nel 2015 con Salvo Sottile. L'estate 2016 la vede nuovamente impegnata nella conduzione di Estate in diretta insieme a Salvo Sottile (mentre Arianna Ciampoli conduce la prima parte del programma). Sempre su Rai 1, il 26 luglio 2016 conduce in prima serata Music for Mercy, concerto evento prodotto da Rai Cultura per celebrare il Giubileo della Misericordia.
Nelle stagione televisiva 2017-2018 oltre a Storie vere, rinominato a partire da quella stagione Storie italiane, conduce anche uno spin-off del programma intitolato Il sabato italiano, in onda il sabato pomeriggio su Rai 1. Il 6 settembre 2019 partecipa come giurata alla finale dell'ottantesima edizione di Miss Italia. Nella primavera del 2021 è tra i conduttori di #OnePeopleOnePlanet, maratona di tredici ore di diretta streaming su RaiPlay in occasione della Giornata della Terra, e prende parte come giurata alla sessantatreesima edizione dello Zecchino d'Oro. Il 9 novembre dello stesso anno pubblica il suo secondo libro, intitolato Quando ti guardo negli occhi. Storia di Luigi, mio fratello. Il 24 dicembre 2021 presenta Nella memoria di Giovanni Paolo II, trasmesso in seconda serata su Rai 1. Dal 23 ottobre 2023 conduce, su Rai 1 e in seconda serata, Storie di sera, spin off di Storie italiane. A dicembre 2023 è uno dei volti della maratona benefica Telethon. Nelle estati del 2024 e 2025 conduce la Partita del cuore.

## Vita privata
Nel 2019, dopo 16 anni di fidanzamento, sposa a Roma l'imprenditore Giulio Tassoni. La coppia ha una figlia di nome Carlotta, nata nel 2020. Si professa cattolica.

## Programmi televisivi
- La sai l'ultima? (Canale 5, 2001) figurante
- Grande Fratello (Canale 5, 2001) concorrente
- La vetrina (LA7, 2003)
- L'Italia dei porti (Rai 2, 2003)
- Futura city (Rai 2, 2004)
- Unomattina (Rai 1, 2004-2011)
- Telethon (Rai 1, 2004-2010, 2016, 2018-2024)
- Fratello Sole, Madre Terra (Rai 1, 2005)
- La canzone del cuore (Rai 1, 2005)
- Premio Italiani nel mondo (Rai 1, 2005)
- Latina - Moda e spettacolo (Rai 1, 2005)
- Premio Divina Giulia (Rai 1, 2005)
- Premio Charlot (Rai 1, 2005)
- Un Natale da favola (Rai 1, 2006)
- Unomattina Estate (Rai 1, 2006)
- Miss Italia nel mondo (Rai 1, 2007)
- Premio Louis Braille (Rai 1, 2007-2013, 2019)
- I nostri angeli - Premio Luchetta (Rai 1, 2007)
- Ciak... si canta! (Rai 1, 2008-2009)
- Festival di Castrocaro (Rai 1, 2008)
- I Borbone raccontano - Serata per giovani talenti (Rai 1, 2010)
- Talent Fest - Festival dei giovani talenti (Rai 1, 2011)
- Linea verde (Rai 1, 2011-2013)
- Linea verde Estate (Rai 1, 2012-2013)
- Premio Cimitile (televisioni locali, 2013-2018; Canale Italia, 2016; TV2000, 2017-2018)
- Storie vere (Rai 1, 2013-2017)
- Estate in diretta (Rai 1, 2014-2016)
- Music for Mercy (Rai 1, 2016)
- Storie italiane (Rai 1, dal 2017)
- Il sabato italiano (Rai 1, 2017-2018)
- Miss Italia (Rai 1, 2019) giurata
- Zecchino d'Oro (Rai 1, 2021) giurata
- Nella memoria di Giovanni Paolo II (Rai 1, 2021)
- Senato & Cultura - Il futuro è donna? (Rai 1, 2022)
- Storie di sera (Rai 1, dal 2023)
- Dottori in corsia - Ospedale pediatrico Bambino Gesù (Rai 3, dal 2023)
- Partita del cuore (Rai 1, 2024-2025)
- Tutti a scuola (Rai 1, 2024)
- Le note del Natale (Rai 1, 2024)

### Web TV
- Premio internazionale Capalbio (Radio Radicale, 2018-2021)
- #OnePeopleOnePlanet - The Multimedia Marathon (RaiPlay, 2021)

## Filmografia

### Cinema
- Le barzellette, regia di Carlo Vanzina (2004)
- Antonio guerriero di Dio, regia di Antonello Belluco (2006)

### Televisione
- La squadra – serie TV (2002)
- Un posto al sole – soap opera (2003)
- Diritto di difesa – serie TV (2004)
- Carabinieri – serie TV, episodio 3x14 (2004)

## Opere
- Eleonora Daniele, Storie vere. Tra cronaca e romanzo, Rai Eri, 2015, ISBN 8839716378.
- Eleonora Daniele, Quando ti guardo negli occhi. Storia di Luigi, mio fratello, Arnoldo Mondadori Editore, 2021, ISBN 9788804743163.
- Eleonora Daniele, Il pigiama a pois, San Paolo Edizioni, 2023, ISBN 9788892242982.
- Eleonora Daniele, Ma siamo tutti matti? Storie di malati mentali, delle loro famiglie e di un sistema che è rimasto a guardare, Rizzoli, 2024, ISBN 9788817186315.